# St. Marien (Jever)

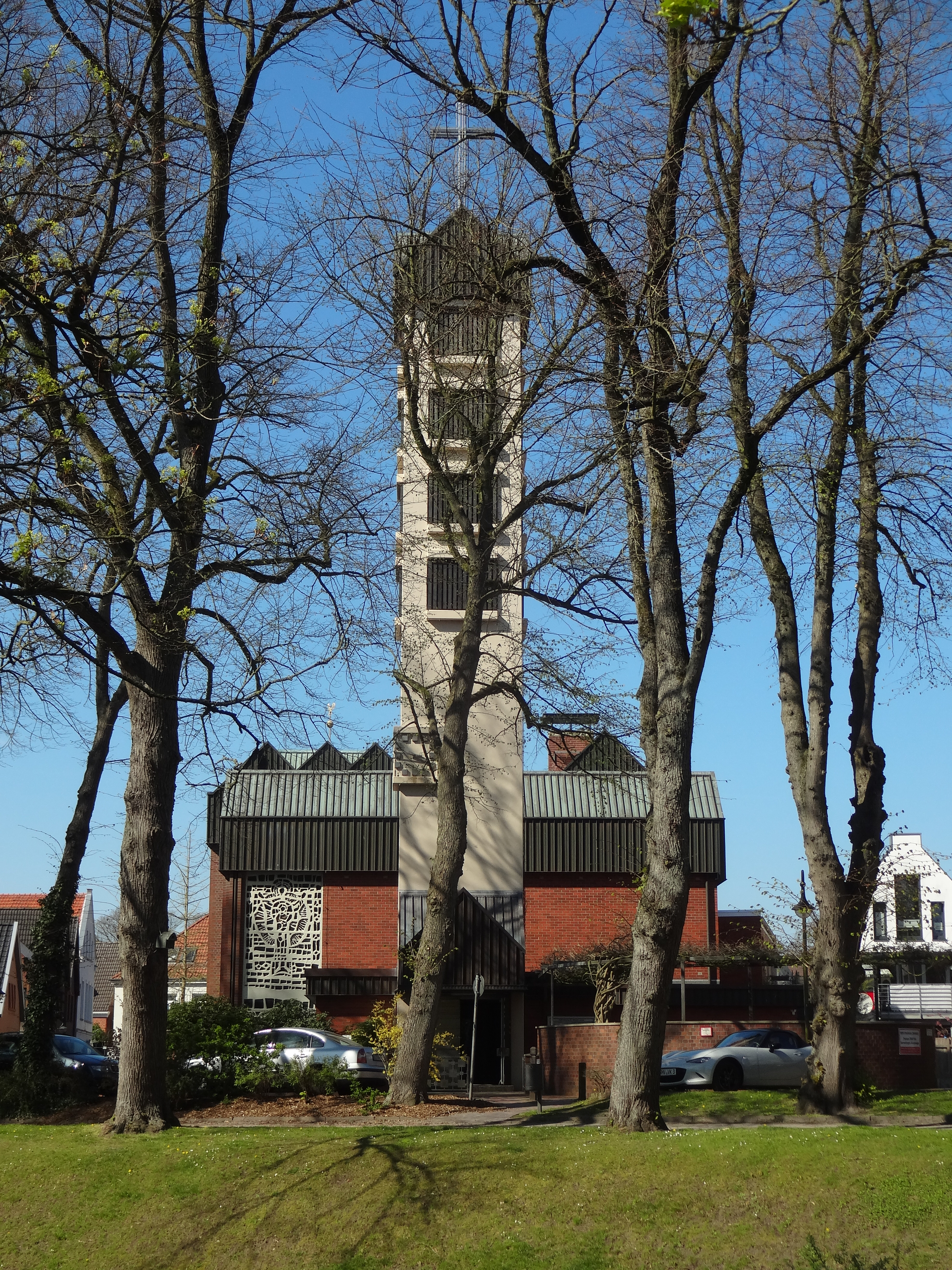
St.-Marien-Kirche Jever (2019)

St. Marien ist die römisch-katholische Hauptkirche der Pfarrei St. Benedikt Jever-Schortens-Wangerland. Sie steht unter dem Patrozinium der Gottesmutter Maria und gehört zum Dekanat Wilhelmshaven im Bistum Münster. Das Gotteshaus in der niedersächsischen Stadt Jever ist eine Saalkirche im Stil der Moderne und bietet 240 Gläubigen Platz.

## Geschichte
Im Jeverland lebten nach der Reformation im 16. Jahrhundert nur wenige Katholiken. Die erste katholische Kirche in Jever wurde 1822/24 in unmittelbarer Nähe zum Schloss errichtet und musste um 1900 für den Bau einer Durchgangsstraße nach Wittmund aufgegeben werden. Als Ersatz entstand in den Jahren 1899 bis 1901 an der Prinzengracht eine neugotische Kirche mit 100 Sitzplätzen.
Die Einwohnerzahl der Kleinstadt wuchs nach dem Zweiten Weltkrieg vor allem wegen der vielen Vertriebenen und Ostflüchtlinge stark an, so dass auch etwa 2.000 Menschen katholischen Glaubens in dieser Region eine neue Heimat fanden. Weil das bisherige Gotteshaus zu klein war und abgerissen werden musste, wurde 1966 am selben Standort die jetzige vom Architekten Gerd Rohling (Cloppenburg) entworfene Kirche gebaut und am 7. Mai 1967 durch Bischof Heinrich Tenhumberg geweiht. Das Gebäude ist ein moderner Zweckbau aus Backstein und Beton mit einem 23 Meter hohen, separat stehenden Glockenturm.
1852 wurde St. Marien (Jever) als eigene Gemeinde staatskirchenrechtlich anerkannt. Durch Fusion entstand am 3. Juni 2007 die neue Pfarrei St. Benedikt Jever-Schortens-Wangerland mit der Hauptkirche St. Marien (Jever) sowie mit den Filialkirchen St. Marien (Schillig), St. Ansgar (Wangerland) und der Dreifaltigkeitskirche (Schortens).
Am 1. Januar 2024 schlossen sich die Pfarreien St. Willehad (Nordenham), St. Marien (Brake), St. Benedikt (Jever), St. Bonifatius (Varel), St. Willehad (Wangerooge) sowie St. Willehad (Wilhelmshaven) zusammen zum Katholischen Kirchengemeindeverband „Pastoraler Raum Wilhelmshaven“.

## Glocken
Im Kirchturm von St. Marien hängen die folgenden vier Bronzeglocken, die mit dem Geläut der evangelischen Stadtkirche abgestimmt und in Gescher gegossen wurden.
- Glocke 1: Schlagton: e1; Ø 124 cm; Gießerei: Petit & Edelbrock; Gussjahr: 1966
- Glocke 2: Schlagton: g1; Ø 103 cm; Gießerei: Petit & Edelbrock; Gussjahr: 1966
- Glocke 3: Schlagton: a1; Ø 92 cm; Gießerei: Petit & Edelbrock; Gussjahr: 1966
- Glocke 4: Schlagton: h1; Ø 81 cm; Gießerei: Petit & Edelbrock; Gussjahr: 1966[6]

## Orgel
St. Marien besaß ab 1855 eine einfache Orgel, die 1932 durch den Neubau (I+P/6) von Heinrich Rohlfing (Osnabrück) ersetzt wurde. Die Firma Alfred Führer (Wilhelmshaven) erstellte 1956 ein neues Instrument (II+P/10) unter Verwendung von einigen Registern aus der alten Orgel.
Im neuen Kirchengebäude baute ebenfalls Alfred Führer 1969 eine neue Orgel ((I+P/7) und führte Reinigungen 1983 und 2002 durch. Das einfache Instrument besitzt ein Manual (C - g3) und ein Pedal (C - f1). Die Schleifladen-Orgel hat 7 Register. Die Spieltraktur und die Registertraktur sind mechanisch.